# Stade du parc Yamagata
Le stade du parc Yamagata (en japonais : 山形県総合運動公園陸上競技場) est un stade de football situé à Tendō, dans la préfecture de Yamagata au Japon.

## Histoire
Inauguré en 1991, il est le terrain de jeu du Montedio Yamagata. Propriété de la préfecture de Yamagata, il a connu une extension en 1995 pour atteindre les 20 315 places.